# 2784 Domeyko
2784 Domeyko eller 1975 GA är en asteroid i huvudbältet som upptäcktes den 15 april 1975 av den chilenska astronomen Carlos R. Torres på Cerro El Roble. Den har fått sitt namn efter geologen Ignacy Domeyko.
Den tillhör asteroidgruppen Flora.